# Luis Delgadillo
José Luis Delgadillo Pulido o Luis Delgadillo (23 de abril de 1991, Ciudad Guzmán, Jalisco, México) es un futbolista mexicano que juega como delantero en Inter Playa del Carmen. A pesar de debutar en el HNK Rijeka de Croacia, Delgadillo se formó en las fuerzas básicas del Club Atlas de Guadalajara, pero por el convenio que firmaron los clubes antes mencionados, Luis se fue a préstamo por un año con el club croata, cumpliendo su sueño de jugar en Europa, destacando haber debutado en el Viejo Continente.
Actualmente milita en la segunda división del fútbol mexicano con el equipo Inter Playa del Carmen, donde encabeza el campeonato de goleo.

## Clubes
| Club                   | País    | Año           |
| ---------------------- | ------- | ------------- |
| Atlas de Guadalajara   | México  | 2006-2011     |
| HNK Rijeka             | Croacia | 2011-2012     |
| Lobos BUAP             | México  | 2013          |
| Inter Playa del Carmen | México  | 2014-presente |